# Nyaturu (peuple)
Pour les articles homonymes, voir Nyaturu.

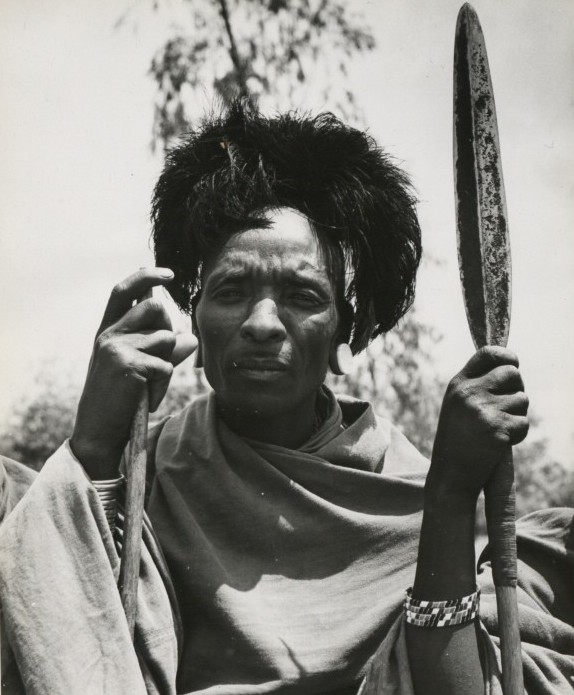
Guerrier Nyaturu, Province Centrale. Emplacement : Province centrale, Tanganyika Référence de notre catalogue : Une partie du CO 1069/164 Cette image fait partie de la collection photographique du Bureau colonial conservée aux Archives nationales, téléchargée dans le cadre du projet L'Afrique à travers un objectif.

Les Nyaturu sont un peuple bantou d'Afrique australe établi en Tanzanie.

## Ethnonymie
Selon les sources, on observe plusieurs variantes : Arimi, Baroto, Lima, Limi, Niaturu, Nyaturus, Remi, Rimi, Taturu, Tourou,  
Turu, Walimi, Waniaturu, Wanyatourou, Wanyaturu, Watatourou, Wataturu.

## Langue
Leur langue est le nyaturu, une langue bantoue dont le nombre de locuteurs était estimé à 800 000 en 2013.